# Revolución del 14 de julio
La Revolución del 14 de julio de 1958 en Irak o Revolución de los Oficiales Libres de Irak significó el derrocamiento de la dinastía Hachemita, personificada en el rey Faysal II, y la caída del gobierno de Nuri Pasha al-Said, para dar inicio a la República Iraquí (1958-68). El golpe fue perpetrado por un grupo de militares organizados bajo el grupo de los Oficiales Libres, inspirados por la organización homónima egipcia que había llevado a cabo su propia revolución en 1952.
Los acontecimientos que tuvieron lugar el 14 de julio no fueron simplemente un golpe de Estado que sustituyó al antiguo gobierno por un gobierno militar con el resto de la población como espectadores pasivos. Un gran número de ciudadanos salió a las calles de Bagdad para manifestar su apoyo al cambio de régimen y participó activamente en el asedio al Palacio de Rihab, demostrando que la operación, aunque fuese militar, gozaba de gran parte del apoyo ciudadano. No obstante, la agitación popular solo fue abrumadora en la capital, Bagdad,
donde había mucha población empobrecida, además de numerosos militantes baazistas y comunistas dispuestos a salir a las calles a favor de la revolución. En otras ciudades, como Kirkuk o Mosul, se produjeron manifestaciones menos multitudinarias, y no causaron ninguna baja o situación de desorden público.

## Contexto histórico
La situación económica y política de Irak en los últimos diez años había estado creando un caldo de cultivo óptimo para el surgimiento de facciones políticas y militares antigubernamentales que buscarían poner punto final al mandato del rey Faysal II.
Con un control inglés que se auguraba que sería duradero (pues a finales de los cuarenta se estaban negociando acuerdos entre Irak y Gran Bretaña para alargar veinte años más el acuerdo Anglo-Iraquí de 1948), la población se encontraba inquieta. Además, la clase media bagdadí se encontraba relativamente politizada, gracias a un movimiento obrero que se había desarrollado exitosamente entre los años 1922 y 1947. Durante los últimos diez años de monarquía reinaba la inestabilidad política, que fue aprovechada por Nuri Pasha al-Said, cuyo gobierno era de tendencia autoritaria y no contemplaba medidas para paliar la grave desigualdad social que existía en el país y satisfacer las demandas de una clase media relativamente formada que aspiraba a acceder a cargos de importancia política y económica.

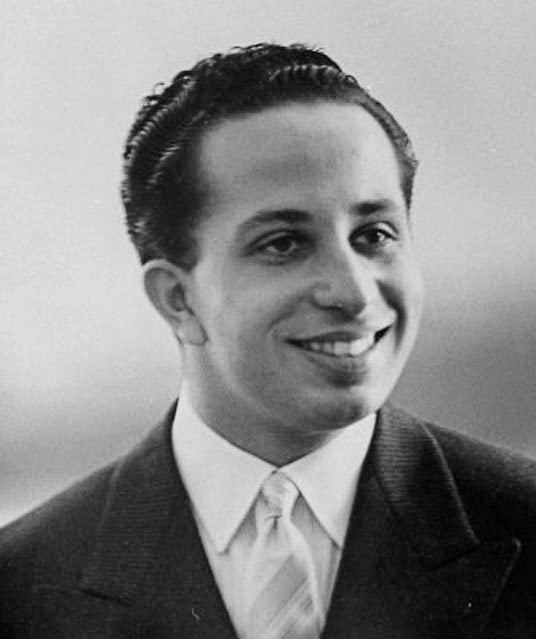
Rey Faysal II

Los acontecimientos del mundo exterior inspiraron demandas similares en el propio territorio en la década de los 50. Es el caso de la nacionalización del petróleo iraní en 1951, que dio lugar a la reivindicación de demandas similares en Irak; y las negociaciones de Nasser en la Conferencia de Bandung, que condujeron a la adhesión de Irak al Pacto de Bagdad en 1955.
En este contexto, la crisis de Suez (1956) puso al régimen iraquí en una situación especialmente difícil. Las marchas populares apoyando a Egipto obligaron al gobierno a distanciarse relativamente de Francia y Gran Bretaña; a la vez que reprimió violentamente las manifestaciones e impuso de nuevo la ley marcial. Si ya era solamente cuestión de tiempo que el régimen cayera, Suez hizo que su aislamiento fuera casi total. La humillación causada por su aislamiento se vio agravada por el descontento general ante la evidente ausencia de libertades civiles. Buscando algún punto de alianza política, incluso llegó a crearse la Federación Árabe de Irak y Jordania a principios de 1958, por instancias de Faysal II y en contestación a la RAU, y duraría hasta el golpe militar de julio de ese mismo año.
El descontento se estaba extendiendo en el ejército, donde empezaban a calar las doctrinas panárabes de Nasser. El ejército iraquí había multiplicado enormemente su creación en los años 1920s; y el rápido crecimiento del cuerpo de oficiales proporcionaba un importante medio de ascenso para los miembros de grupos de estrato social más bien bajo. Por eso, aunque los oficiales más veteranos de finales de la década de 1950 seguían estrechamente vinculados al régimen a través de lazos familiares, de amistad o de intereses materiales, la generación más joven procedía de entornos sociales más dispares y sus opiniones reflejaban las diversas tendencias políticas que circulaban por el país en su conjunto, como el comunismo, el nasserismo y otras formas de nacionalismo panárabe.
Dada la volatilidad de las circunstancias y la impotencia de los políticos de la oposición frente al monopolio de los medios de coerción por parte del gobierno, el derrocamiento real del régimen sólo podía llevarse a cabo por la fuerza. Así, fue un grupo conocido como los Oficiales Libres, una organización secreta dentro del ejército, el que dio el golpe que se convirtió en la Revolución del 14 de julio de 1958. Este levantamiento fue acogido por la mayoría del pueblo iraquí; muchos creían que el nuevo gobierno no solamente liberaría al país de la tutela de Gran Bretaña, sino que también llevaría a cabo políticas dirigidas a la realización de sus propios intereses.

## Causas
La necesidad de una revolución que derrocase a la decadente dinastía Hachemita fue producto de un cúmulo de causas:
1. Es muy posible que la creación de Israel el 14 de mayo de 1948 y la posterior derrota de los ejércitos de la Liga Árabe, hubieran infundido en la mente de ciertos oficiales del ejército iraquí el deseo de participar en actividades políticas secretas contra el régimen iraquí, fruto de su resentimiento hacia un gobierno que se consideraba que no había hecho lo suficiente para evitar la nakba. Al mismo tiempo, la percepción de muchos oficiales iraquíes era que su propio gobierno les había limitado, impidiéndoles desempeñar un papel eficaz en la guerra palestina de 1947-49. Además, el exitoso golpe de Estado egipcio de cuatro años después sirvió indudablemente de fuente de inspiración directa para Sirri y otros oficiales iraquíes.
2. En enero de 1948, el primer ministro Salih Jabr viajó a Londres para negociar el Tratado de Portsmouth, sin invitar a la oposición a debatir en la reunión. Este tratado significaba, en última instancia, la continuación de algunas de las políticas colonialistas británicas en Irak. Las manifestaciones de principios de año contra el tratado fueron ignoradas, y ambas partes firmaron el acuerdo en la ciudad de Portsmouth el 15 de enero. A este acontecimiento le siguieron dos manifestaciones sangrientas a finales del mismo mes, durante las cuales muchos manifestantes murieron cuando la policía abrió fuego para dispersar a la multitud. La wathba hizo caer al gobierno de Jabr e impidió la ratificación del Tratado por el parlamento iraquí.
3. En 1955 y 1956, los acontecimientos externos volvieron a actuar como catalizadores de los sentimientos antibritánicos y antirrégimen en Irak, tanto entre los civiles como entre los militares. Su país se adhirió al Pacto de Bagdad en febrero de 1955, a pesar de la oposición interna. La opinión pública iraquí lo consideró un intento más de Gran Bretaña de perpetuar su influencia en Irak y conseguir con el Pacto lo que Londres no había conseguido tras el rechazado Acuerdo de Portsmouth de 1948. La nacionalización del Canal de Suez por parte de Gamal Abdel Nasser el 26 de julio de 1956 también contribuyó a un aumento de los sentimientos nacionalistas en el mundo árabe, que a su vez se tradujo en la formación de nuevas células de Oficiales Libres iraquíes en el ejército y la fuerza aérea.
4. La invasión anglo-francesa-israelí de Egipto hizo muy difícil para Nuri al-Said justificar los estrechos vínculos de Irak con Gran Bretaña. Una nación que era socia de Irak en el Pacto de Bagdad (cuyo objetivo era defender a Oriente Medio de la expansión soviética) había demostrado ser culpable de la misma agresión que, según decía, la URSS pretendía perpetrar en la región. El hecho de que un país árabe se aliara con una potencia occidental que había atacado a la umma árabe, a la nación, era sencillamente inaceptable para la opinión iraquí y árabe, y demostraba el amplio abismo que separaba al régimen del pueblo iraquí.

## Actores: Los Oficiales Libres de Irak
En líneas generales, los Oficiales Libres se oponían a los estrechos vínculos de Irak con Occidente, y buscaban sustituir esta política por un neutralismo positivo y una política exterior basada en los principios de la Conferencia de Bandung de 1955 y en las cartas de la Liga Árabe y de las Naciones Unidas. 

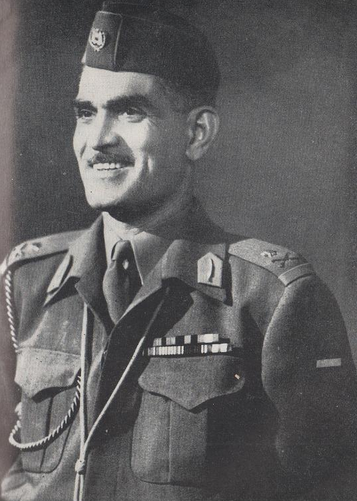
Abd al-Karim Qasim

La creación de los Oficiales Libres de Irak se otorga al oficial Rifat al-Hajj Sirri, quien aparentemente, a principios de los años cincuenta, sopesó la idea de formar células secretas dentro de las fuerzas armadas junto con su compañero Rajab ‘Abd-ul-Majid. Se inspiraron en el golpe que Gamal Abdel Nasser y los Oficiales Libres de Egipto perpetraron en julio de 1952 contra el rey Faruq I.
En 1956 ya había organizadas cuatro células de Oficiales Libres en el ejército, y la triple invasión a Egipto de ese año no hizo más que revitalizar el movimiento. De hecho, a finales de ese año las células se multiplicaron y se estima que se produjo la primera reunión oficial en diciembre. Poco a poco, se fue organizando como una organización perfectamente estructurada, y se adoptaron una serie de normas de funcionamiento. A grandes rasgos, el resultado fue el surgimiento de un grupo con principios organizativos bastante parecidos al del Partido Comunista; de carácter vertical y poder centralizado. La estructura de poder que se adoptó en un principio fue: 
- Abd al-Karim Qasim, como presidente.
- Muhyi-d-Din ‘Abd-ul-Hamid, como vicepresidente.
- Naji Taleb, como vicepresidente segundo.
- Rajab ‘Abd-ul-Majid, como secretario.

## El golpe

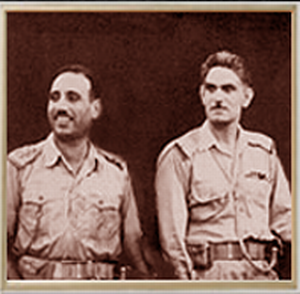
Abdul salam aref con Abdul karim qasim

### Los hechos
El golpe se llevó a cabo de forma poco sangrienta en relación con la población civil. No obstante, el grado de violencia general fue alto; se asedió el Palacio de Rihab y posteriormente se asesinó a la familia real; y hubo algunas otras bajas, entre ellas las de tres estadounidenses.
Tras cambiar repetidamente la fecha del golpe por diversas razones, los conspiradores, bajo el mando del brigadier Abd al-Karim Qasim, comandante de la 19.ª Brigada, decidieron finalmente pasar a la acción en la noche del 13 al 14 de julio de 1958. En ese momento, la 20.ª Brigada, que contaba con unos 3.000 soldados, había recibido órdenes de desplegarse en Jordania; por lo que había la posibilidad de movilizar simultáneamente a la 19.ª Brigada sin levantar ningún tipo de sospecha. Un factor adicional de gran importancia para la elección de esa fecha era la presencia simultánea en Bagdad de los tres pilares del régimen: el rey Faysal II, su tío y asesor 'Abd al-Ilah, y el primer ministro Nuri al-Said.
Tras entrar en la capital a primera hora de la mañana del 14 de julio, los insurgentes ocuparon rápidamente edificios clave de la ciudad. Una unidad se dirigió a la orilla izquierda del Tigris, donde se encontraban varios centros gubernamentales importantes, como el Ministerio de Defensa. Otra unidad, bajo el mando del coronel Abdul Salam Arif se dirigió al palacio de Rihab y a la residencia de Nuri al-Said, situados en la orilla derecha del río. Arif se instaló en la estación de radio y envió una unidad para asumir el control del Palacio.
Según declaraciones posteriores, la muerte de la familia real no fue premeditada, sino que respondió a la necesidad de los Oficiales Libres a abrirse el paso con las armas al encontrarse con la resistencia de la Guardia Real. No obstante, otras versiones dicen que entre los objetivos de los Oficiales estaba el de acabar físicamente con el monarca y con Nuri.

## Consecuencias

### Reacción internacional
Sean cuales sean las razones de los asesinatos de la familia real, fueron motivo de vergüenza para el nuevo régimen, ya que las muertes, en particular las de los miembros femeninos de la familia y la profanación de los cuerpos de 'Abd al-Ilah y Nuri, conmocionaron a la comunidad internacional.
Reinaba también la incertidumbre: otra preocupación de las potencias occidentales era la posibilidad de que los comunistas participaran en la revolución del 14 de julio. El motivo de este temor en Washington y Londres era que el control comunista de Irak implicaría, según se creía, el control soviético del país y de sus campos petrolíferos. La falta de información detallada sobre la afiliación política de los principales Oficiales Libres del nuevo gobierno hacía difícil evaluar la influencia comunista sobre el régimen.
A pesar de los informes tranquilizadores que el embajador Sir Michael Wright enviaba a Londres, los británicos seguían preocupados por la posibilidad de que la revolución iraquí se extendiera al vecino Kuwait. Por este motivo, Gran Bretaña planeó para el 27 de julio el despliegue de tres batallones de infantería, cinco o seis fragatas y un portaaviones en Baréin, con el objetivo de proteger los campos petrolíferos kuwaitíes en caso de emergencia. Sin embargo, finalmente tanto Baréin como Kuwait denegaron la petición británica de expedir una unidad de paracaidistas sobre el terreno, argumentando que la llegada de tropas británicas en Kuwait no haría más que exacerbar los sentimientos antibritánicos que allí había.
Con todo, Gran Bretaña y Estados Unidos abandonaron la idea de una operación militar occidental en Irak; aunque los gobiernos de Irán y Turquía abogaban por la injerencia en los asuntos internos de Irak para salvar al país de caer bajo el control total de los comunistas, y alentaban a las potencias exteriores para que actuasen.
Como era de esperar, la Unión Soviética acogió con satisfacción la revolución iraquí, ya que ofrecía la posibilidad de reorientar la política interior y exterior de Irak; debilitando la posición occidental en Oriente Medio debido a la influencia izquierdista en el nuevo gobierno.